# John Boyega
John Adedayo Adegboyega  (* 17. březen 1992, Peckham, Londýn, Spojené království), známý jako John Boyega je britský herec a producent. Nejvíce se proslavil rolí Finna ve filmu Star Wars: Síla se probouzí, sedmý film série Star Wars. 

## Životopis
John se narodil v Peckhamu v jižním Londýně. Má  nigerijské rodiče Abigail a Samsona. Jeho první role byla leopard ve hře na základní škole.
S herectvím začal v 9 letech, kdy si ho všimla divadelní ředitelka divadla Peckham a po získání finanční pomoci se připojil k divadlu, kde trávil všechen čas po škole a to od 9 let do 14 let. Johnův otec byl kněz a chtěl z něj mít také kněze, přesto zájmy svého syna podporoval.
V roce 2003 začal navštěvovat střední školu Westminster City School, kde se podílel na různých školních představeních. Mezi lety 2008 a 2010 navštěvoval South Thames College ve Wandsworthském arélu.. Na vysoké škole hrál ve hře Othello. Poté se zapsal na  University of Greenwich, kde se snažil získal titul, avšak školy zanechal, kvůli herecké kariéře.

## Kariéra

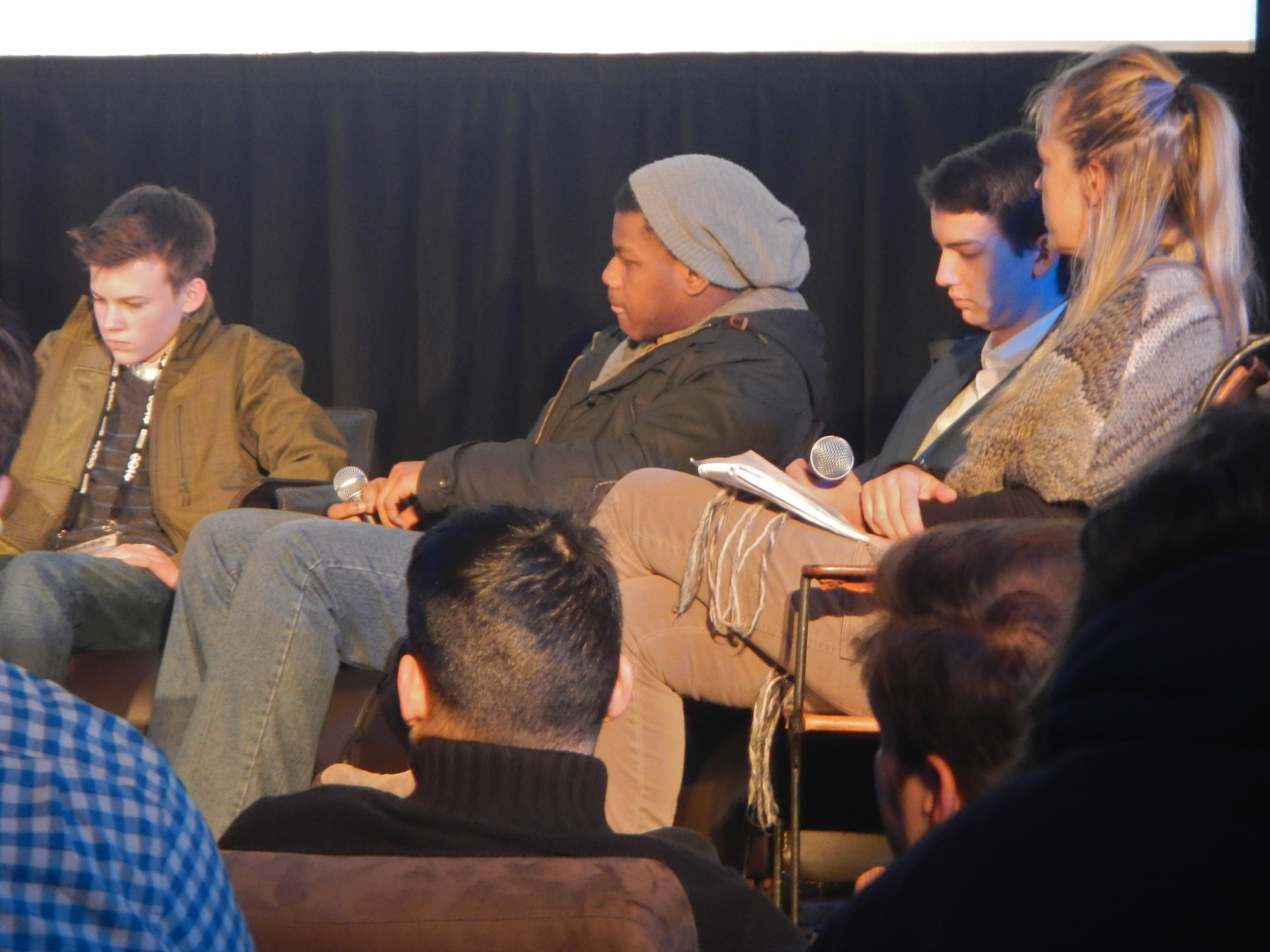
Sundance Film Festival, 2014: John Boyega (druhýzleva), spolu s Joshem Wigginsem, Kodim Smit-McPheem a Sharon Swart (zleva doprava)

John studoval také na Identity School of Acting v Hackney, a objevil se ve hrách Six Partie v Národním divadle a v Category B v Tricycle Theatre. V roce 2011 mu byla nabídnuta role ve filmu Útok na věžák. V září 2011 stanice HBO oznámila, že John byl obsazen do pilotní epizody boxerského drama Dar Brick, volně založeném seriálu o životě Mika Tysona. Měl hrát roli Donnieho, který je propuštěn z vězení pro mladistvé a začne zkoumat, co znamená být mužem. Stanice však seriál nevybrala Ve stejném roce si také zahrál ve filmu Junkhearts, ve kterém ztvárnil drogového dealera.
Boyega byl vybrán Fionnuala Halligan Screen International jako jeden z "Britských hvězd zítřka 2011" a objevil se po boku dalších dvou herců na přední obálce červencového čísla časopisu.
V březnu 2012 byl obsazen do filmové adaptace knihy Chimamanda Ngozi Adichieho Hall of a Yellow Sun.
29. dubna 2014 bylo potvrzeno, že John byl obsazen do hlavní role ve filmu Star Wars: Síla se probouzí. Později se ukázalo, že bude hrát Finna, stormtroopera Prvního řádu, který opustí vojenskou sílu poté, co je svědkem jejich krutosti v jeho první bojové misi, než se připojí k boji proti nim. Film měl premiéru 18. prosince 2015. Jak film tak Johnův výkon obdržel uznání od diváků i kritiků.
V lednu 2016 založil vlastní produkční společnost Upperroom Enterainment Limited. V červnu 2016 oznámil, že jeho společnost bude spolu-produkovat pokračování filmu z roku 2013 Pacific Rim, společně s Legendary Entertainment. John bude ve filmu hrát hlavní roli.
V červnu 2016 John oznámil, že si zahraje v novém projektu Kathryn Bigelow o  Detroitských nepokojích v roce 1967.

## Filmografie

### Film
| Role | Název                         | Role               | Poznámky |
| ---- | ----------------------------- | ------------------ | --- |
| 2011 | Útok na věžák                 | Moses              | Black Reel Award v kategorii Nejlepší herec nominace – Black Reel Award v kategorii Objev roku nominace – Black Reel Award v kategorii Nejlepší obsazení nominace – British Independent Film Award v kategorii Nejslibnější nováček nominace – Empire Award v kategorii Nejlepší mužský nováček nominace – Evening Standard British Film Award v kategorii Nejslibnější nováček nominace – London Film Critics' Circle Award v kategorii Mladý britský herec roku |
| 2011 | Junkhearts                    | Jamal              | |
| 2013 | Half of a Yellow Sun          | Ugwu               | |
| 2014 | Imperial Dreams               | Bambi              | |
| 2015 | Star Wars: Síla se probouzí   | FN-2187 / Finn     | BAFTA Ocenění stoupající hvězdy Empire Award v kategorii Nejlepší mužský nováček nominace - Georgia Film Critics Association v kategorii Nejlepší obsazení nominace - Golden Schmoes Award v kategorii Průlomové vystoupení nominace - MTV Movie Award v kategorii Průlomové vystoupení nominace - MTV Movie Award v kategorii Nejlepší akční vystoupení nominace - MTV Movie Award v kategorii Nejlepší obsazení nominace - Nickelodeon Kids' Choice Award v kategorii Nejoblíbenější filmový herec nominace - Online Film & Television Association Award v kategorii Mužské průlomové vystoupení nominace - Online Film & Television Association Award v kategorii Nejlepší obsazení nominace - Saturn Award v kategorii Nejlepší herec |
| 2017 | Circle: Uzavřený kruh         | Kalden             | |
| 2017 | Star Wars: Poslední z Jediů   | Finn               | |
| 2017 | Černobílá spravedlnost        | Melvin Dismukes    | |
| 2018 | Pacific Rim: Povstání         | Jake Pentecost     | také producent |
| 2019 | Star Wars: Vzestup Skywalkera | Finn               | |
| 2021 | Naked Singularity             | Casi               | |
| 2022 | They Cloned Tyrone            | Fontaine           | |
| 2022 | Breaking                      | Brian Brown-Easley | |
| 2022 | Válečnice                     | král Ghezo         | |

### Televize
| Rok  | Název                   | Role              | Poznámky |
| ---- | ----------------------- | ----------------- | --- |
| 2011 | Da Brick                | Donnie            | Pilot |
| 2011 | Becoming Human          | Danny Curtis      | 4 díly |
| 2011 | Law & Order: UK         | Jamal Clarkson    | díl: „Survivor's Guilt“ |
| 2012 | My Murder               | Shakilus Townsend | TV film |
| 2013 | Whale                   | William Bond      | TV film |
| 2014 | 24 hodin: Dnes neumírej | Chris Tanner      | 4 díly |
| 2015 | Major Lazer             | Blkmrkt (hlas)    | 10 dílů |
| 2015 | Saturday Night Live     | Sám               | Segment: “Star Wars: The Force Awakens Screen Tests“                                                                                  |
| 2016 | Tinkershrimp & Dutch    | Dutch (hlas)      | 5 dílů |
| 2017 | Star Wars: Síly osudu   | Finn              | |
| 2018 | Watership Down          | Bigwig (hlas)     | 4 díly |
| 2019 | Serengeti               | Vypravěč (hlas)   | 5 dílů |
| 2020 | Sekerka                 | Leroy Logan       | díl: „Red, White and Blue“ Zlatý glóbus v kategorii nejlepší mužský herecký výkon ve vedlejší roli v seriálu, minisérii nebo TV filmu |

### Divadlo
| Rok  | Název   | Role    | Poznámky             |
| ---- | ------- | ------- | -------------------- |
| 2010 | Othello | Othello | South Thames College |
| 2017 | Vojcek  | Vojcek  | Old Vic Theatre      |

### Video hry
| Rok  | Název                            | Role | Poznámky |
| ---- | -------------------------------- | ---- | -------- |
| 2015 | Disney Infinity 3.0              | Finn | Hlas     |
| 2016 | Lego Star Wars: Síla Se Probouzí | Finn | Hlas     |